# رودمان روكفلر
رودمان روكفلر (بالإنجليزية: Rodman Rockefeller)‏ هو شخصية أعمال أمريكي، ولد في 2 مايو 1932، وتوفي في 14 مايو 2000 في مانهاتن في الولايات المتحدة.